# Irreville
Irreville é uma comuna francesa na região administrativa da Normandia, no departamento de Eure. Estende-se por uma área de 5,63 km². Em 2010 a comuna tinha 477 habitantes (densidade: 84,7 hab./km²).